# Mario Batali

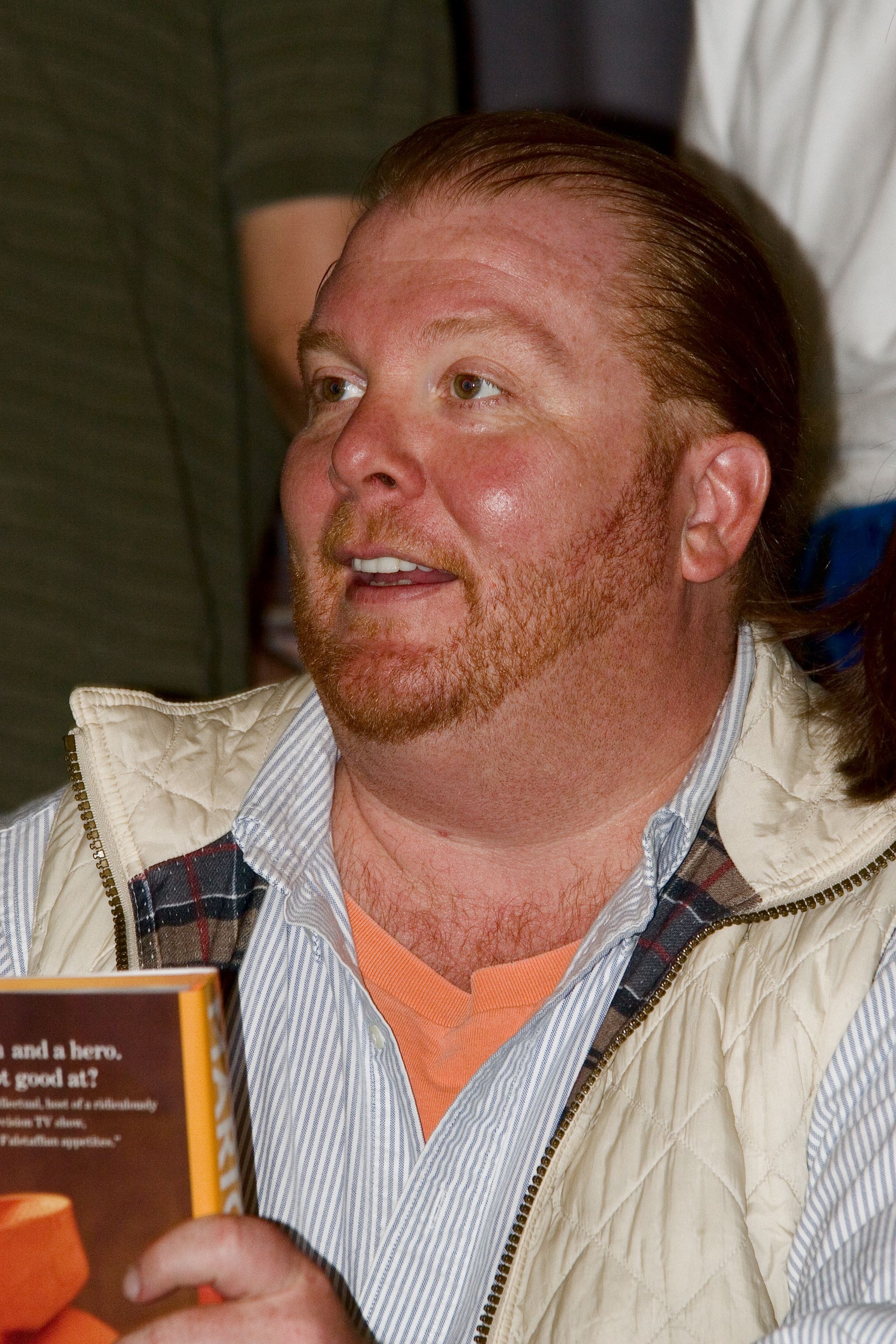
Mario Batali (2005)

Mario Francesco Batali (* 19. September 1960 in Seattle) ist ein US-amerikanischer Koch, Fernsehkoch, Kochbuchautor und ehemaliger Gastronom. Batali war Mitinhaber von Restaurants in New York City, Las Vegas, Los Angeles, Newport Beach, Boston, Singapur, Westport (Kalifornien) und New Haven (Connecticut), darunter das Babbo Restaurant in New York City, das mehrere Jahre lang einen Michelin-Stern erhielt. Batali trat im Food Network in Sendungen wie Molto Mario und Iron Chef America auf, wo er einer der vorgestellten „Iron Chefs“ war.

## Leben
Batali ist der Sohn von Marilyn (LaFramboise) und Armandino Batali, der 2006 das Restaurant Salumi in Seattle gründete. Batali besuchte die Rutgers University in New Brunswick, New Jersey, und arbeitete gleichzeitig als Koch im Restaurant Stuff Yer Face.
Mit 29 Jahren wurde Batali Sous-Chef im Four Seasons Biltmore in Santa Barbara, nachdem er zuvor als Sous-Chef im damaligen Four Seasons Clift Hotel San Francisco gearbeitet hatte. Zu Beginn seiner Karriere arbeitete Batali mit dem Chefkoch Jeremiah Tower in dessen Restaurant Stars in San Francisco. Stars war von 1984 bis 1999 geöffnet und gilt als eine der Geburtsstätten der Institution des Starkochs. Batali trat in der Food Network-Sendung Molto Mario auf, die von 1996 bis 2004 ausgestrahlt wurde. Durch die Sendung wurde Batali bekannt und das Food Network populär.
Im Jahr 1998 gründeten Batali, Joe Bastianich und Lidia Bastianich die B&B Hospitality Group, auch bekannt als Batali & Bastianich Hospitality Group. Das Flaggschiff-Restaurant von B&B ist das Babbo in New York City, das mehrere Jahre lang einen Michelin-Stern hatte. Batali war von der Premiere 2011 bis 2017 Co-Moderator der ABC-Daytime-Talkshow The Chew.

## Auszeichnungen
- 1998 – „Bestes neues Restaurant des Jahres 1998“ von der James Beard Foundation für „Babbo Ristorante e Enoteca“
- 1999 – „Mann des Jahres“ in der Kategorie Koch der GQ
- 2001 – D’Artagnan Cervena Who’s Who der Lebensmittel- und Getränkebranche in Amerika
- 2002 – „Bester Koch: New York City“ von der James Beard Foundation
- 2004 – Drei Sterne von der New York Times für „Babbo Ristorante e Enoteca“ von Ruth Reichl
- 2005 – „All-Clad Cookware Outstanding Chef Award“ der James Beard Foundation (nationale Auszeichnung)
- 2008 – Ein Michelin-Stern, Babbo Ristorante e Enoteca, Michelin-Führer
- 2008 – „Bester Gastronom“ für Joe Bastianich/Mario Batali für Babbo Ristorante e Enoteca von der James Beard Foundation.
- Aufnahme in die Culinary Hall of Fame